# Дуду (Телеорман)
Дуду (рум. Dudu) — село у повіті Телеорман в Румунії. Входить до складу комуни Плопій-Слевітешть.
Село розташоване на відстані 124 км на південний захід від Бухареста, 52 км на захід від Александрії, 78 км на південний схід від Крайови.

## Населення
За даними перепису населення 2002 року у селі проживали 925 осіб, з них 921 особа (99,6%) румунів. Рідною мовою 921 особа (99,6%) назвала румунську.